# Yu Zhuocheng
Yu Zhuocheng (chiń. 余卓成; ur. 7 grudnia 1975 w Guangdong) – chiński skoczek do wody.
Na Letnich Igrzyskach Olimpijskich w 1996 zdobył srebrny medal w kategorii skoków z trampoliny. Jego dorobek medalowy uzupełniają trzy złote medale mistrzostw globu, w 1994 roku został mistrzem w skoku z trampoliny 3 m, w 1998 roku zaś otrzymał złoty medal w konkurencjach skoku z trampoliny 1 m oraz 3 m synchronicznie. W konkurencji skoku z trampoliny z 3 m indywidualnie zdobył również dwa srebrne medale igrzysk azjatyckich (1994, 1998).